# 克莱尔·格马赫尔
克莱尔·F·格马赫尔（德語：Claire F. Gmachl，1967年—），奥地利出生的美国物理学家。1991年在因斯布鲁克大学获物理学硕士学位，1995年在维也纳科技大学获电气工程学位。她的研究主要集中在近红外集成光学调制器和可调的表面发射激光器。从1996年到1998年，她是贝尔实验室博士后研究员。1998年成为正式的贝尔实验室的技术人员，并在2002年被评为杰出会员，部分是由于她在发展量子级联激光器方面的工作。2003年，她离开贝尔实验室，在普林斯顿大学电气工程系任副教授，2007年任教授。
格马赫尔构想了全固态激光器的一些新设计，她的工作导致了量子级联激光器的发展进步。量子级联激光器是迅速发展的一类高性能、中红外、半导体光源。它提供了相当大范围的可调波长，输出功率高，高速调制功能，并可以在几种不同的材料系统制造。这种仪器在包括环境，工业和医疗等领域中能够得到广泛应用。她最近的工作包括量子级联微腔的发展和新的混合动力装置，包括量子级联结构和非线性元件，大幅扩展了量子级联技术的波长范围。这些设计在环境监测，临床诊断，光谱学，化学过程控制中都得到了应用。